# Mul·là
Mul·là (del persa ملا, mollā, el qual prové de l'àrab مولى, mawlā) és un títol honorífic musulmà aplicat als erudits (mestres religiosos, juristes, caps d'escola, etc.), sobretot en l'àmbit de l'Àsia central. En aquest sentit, és un mot equivalent a ulema.
Pel xiisme, on hi ha una organització més clarament clerical que en la resta de corrents musulmans, els mul·làs són una autoritat religiosa oficial, autoritat sotmesa a aquella dels aiatol·làs.